# Шолохов, Алексей Юрьевич
Алексей Юрьевич Шолохов — российский архитектор-художник.

## Биография
Родился 28 ноября 1970 года в Ленинграде. Отец — архитектор Юрий Григорьевич Шиндин (1936—2011); мать — архитектор Галина Леонидовна Шолохова (род. 1935), профессор кафедры архитектуры Институтa живописи, скульптуры и архитектуры имени И. Е. Репина. Внук художника Леонида Сергеевича Шолохова и архитектора Бебы Соломоновны Збарж (1914—1965). Брат — журналист Сергей Шолохов.
В 1989 году, окончив СХШ им. Б. Иогансона поступил Институт имени Репина, который закончил в 1995 году по кафедре архитектуры. В 1998 году — аспирантуру.
В 1997—1998 годах организовывал пилотное вещание проекта телеканала «Культура» из Петербурга, где работал главным художником канала.
С 1992 по 2002 год работал в отделе мостов и ГТС института «Ленгипроинжпроект» где архитектором выполнена архитектурная часть проекта Лештукова моста через реку Фонтанка, отрезок объекта Смольная набережная с видовой площадкой, центральный участок главного спуска реконструкции объекта Биржевая площадь (Санкт-Петербург).
С 1993 года по настоящее время является главным художником программы «Тихий дом» которая выходила с 1991 года на канале РТР, а с 1997 года выходит на 1 канале.
В 2002 году основал архитектурную студию «Балтсервисдизайн (недоступная ссылка)». По проектам студии выполнено более ста пятидесяти построенных объектов. Многие проекты и постройки архитектора были удостоены высших российских профессиональных наград. Высшие награды российского профессионального сообщества получил открытый в конце 2008 года Малоохтинский парк в Красногвардейском районе Санкт-Петербурга, также открытый в 2005 году Сад им. маршала Говорова, Сад им. Фрунзе (Сан-Гали), расположенный на Лиговском проспекте, Обуховский сквер на пересечении Московского пр. и наб. реки Фонтанки, бульвар по ул. Володарского в г.Сестрорецке, а также Новоманежный сквер в Центральном районе Санкт-Петербурга, Введенский (Витебский сад), проект благоустройства и строительства сквера у памятника Габдулле Тукаю на Кронверкском проспекте в Санкт-Петербурге, ландшафтный проект площади у памятника Учителю в Петербурге, проект и постройка сквера и памятника Михаилу Маневичу в Щербаковом переулке Санкт-Петербурга. 9 сентября 2014 года в присутствии губернатора Санкт-Петербурга торжественно открыт Сад на Пионерской площади в Санкт-Петербурге, выполненный по проекту Алексея и Галины Шолоховых.
С 2002 года преподает курс архитектурной графики в СПБГХПА им А. Л. Штиглица (Мухинское училище). Доцент факультета «Дизайн».
В 2010 год в ЦВЗ «Манеж» архитектору был вручен Золотой приз Первой Российской национальной премии по ландшафтной архитектуре и Золотой диплом фестиваля «Зодчество».
С 2002 года вступил в Союз архитекторов России. Публиковался в журнале «ЛАД», «Литературной газете», газете «Час пик», «Санкт-Петербургские ведомости». Обозреватель издательского дома «Вечерний Петербург», участвовал в научных конференциях в ГАСУ, Университете культуры, Смольном институте свободных искусств и наук, творческих и профессиональных выставках. В 2015 году в Москве, в Центральном доме архитектора получил 1-е место в номинации «Лучший реализованный общественный объект площадью более 1 Га», золотой диплом и бронзовый куб VI Российской национальной премии по ландшафтной архитектуре за проект Парка на Пионерской площади в Санкт-Петербурге. В июле 2016 года в Таллине договорился об обмене выставками между СПбГХПА им А. Л. Штиглица и Эстонской Академией художеств. В феврале 2017 года в Тарту в составе делегации Санкт-Петербурга достиг согласия о сотрудничестве и взаимодействии двух старейших художественных школ России и Эстонии Тартуского художественного колледжа и Академии имени А. Л. Штиглица. В мае 2017 года на совете по ландшафтной архитектуре Санкт-Петербургского союза архитекторов представил новый экопарк в Приморском районе Санкт-Петербурга, выполненный архитектором совместно с ООО «Урбис» и ООО «Севзапинжтехзнология». В июне 2017 года выступил в Государственном Русском музее с докладом «Ландшафтная архитектура мегаполиса в конце 20- начале 21 века».
C сентября 2017 года ведет цикл программ о современной архитектуре Эстонии на канале «Радио 4» Таллин. В феврале 2018 года организовал первую выставку Эстонской академии художеств в Санкт-Петербурге.

## Награды
- 1-е место за проект парка в кв. 19-б по ул. Джона Рида на Юбилейной Международной выставке «Город и цветы» Ленэкспо 2005 год.
- Серебряный диплом фестиваля «Зодчество 2005» за проект парка в кв. 19 «б» по ул Дж. Рида, 2005 год[11].
- Золотой диплом и главный приз I Российской национальной премии по ландшафтной архитектуре и садово-паркому искусству, Москва, 2010 год[12][13].
- Серебряный диплом III Российской национальной премии по ландшафтной архитектуре и садово-паркому искусству, Москва, 2012 год[14].
- БлагодарностьСловацкой республики в лице Генерального консульства в Санкт-Петербурге за вклад в развитие российско-словацких отношений, 2012 год.
- 1-е место в номинации «Лучший реализованный общественный объект площадью более 1 Га», золотой диплом и бронзовый куб VI Российской национальной премии по ландшафтной архитектуре за проект Парка на Пионерской площади в Санкт-Петербурге, Москва, Центральный дом архитектора, ноябрь 2015[15][16][17].

## Публикации
«Искусство на рабочем месте», «Санкт-Петербургские ведомости» 26.03.2008 Архивировано 2 ноября 2014 года.
А. Шолохов, П.Веряскин. «Новые набережные Петербурга». Журнал «Ландшафтная архитектура. Дизайн» № 02 (21) — 2008
«Город трех революций не может жить без разрушений», «Вечерний Петербург»14 апреля 2009
"Марина Флит: Когда я стояла на сцене Георгиевского зала перед всей Россией, думала, что потеряю сознание…9 июля 2009 «Вечерний Петербург»
"Его можно построить. И точка!"Наконец-то выбран проект второй сцены Мариинского театра «Вечерний Петербург» 29 июля 2009
«Останется ли в Пулкове творение Жука?»"Вечерний Петербург", 6 августа 2009
«Пешеходная улица по городу идет…»,"Вечерний Петербург",18 сентября 2009
«У петербургских театров началось раздвоение личности»?"Вечерний Петербург", 8 октября 2009
«Индекс устойчивости или Ванька-встанька?»,"Вечерний Петербург", 20 октября 2009
"Примадонна Приготовила Петербургу Подкову ","Вечерний Петербург", 12 ноября 2009
«Типовой проект храма — все равно что щи или каша из топора!как в новом церковном строительстве соединить традиции и современность ?»,"Вечерний Петербург",9 апреля 2010]
«Музей не должен стать аттракционом ужасов, „Вечерний Петербург“,24 декабря 2009
„И я вернусь домой со щитом, а может быть, на щите…“1»,"Вечерний Петербург",2 августа 2010
- "Мариинка-2: начинаем все сначала? ","Вечерний Петербург",16 ноября 2010
- Где бы пошуметь?","Вечерний Петербург",5 августа 2010
- «Дети минут никогда не поймут круговорота часов?»,"Вечерний Петербург",
- Схема метро похожа немножко на разноцветную многоножку ?","Вечерний Петербург",24 февраля 2012
- «Ходят важные цесарки,Спят пятнистые жирафы,И сосут медведи лапы…Будет ли в Петербурге лучший зоопарк России?»,"Вечерний Петербург",11 марта 2012
- " Бриллиант — лучший друг всех женщин, а особенно — примадонны ","Вечерний Петербург",19 апреля 2012
- «Кресло — полтинник. Ложи дороже. Выход обратно бесплатно для всех!»,"Вечерний Петербург",4 июня 2012
- «Имена ленинградских вокзалов повторяю себе, как пароль…»,"Вечерний Петербург",2 августа 2012

- «БДТ угрожают умброй.»,"Вечерний Петербург",11 сентября 2012
- «Этот город — самый лучший город на земле…»,"Вечерний Петербург",9 ноября 2012
- Какой предстала Мариинка-2 ?","Вечерний Петербург",12 февраля 2013
- Цвет новых станций ориентирован на цвет ветки метро","Вечерний Петербург",24 декабря 2012

156(25184) от 28 августа 2014 [pdf]
- «Сколько в моей жизни было этих самолётов!»,"Вечерний Петербург", номер: 36(25064) от 27 февраля 2014
- «Аэропорт „Пулково-1“ стал опять как новенький» «Вечерний Петербург», 17(25286) от 3 февраля 2015
- «КОСТЕЛ ПРЕСВ. ДЕВЫ МАРИИ ЛУРДСКОЙ АРХИТЕКТОРА Л. Н.БЕНУА НА КОВЕНСКОМ ПЕР. В КОНТЕКСТЕ АРХИТЕКТУРЫ ПЕТЕРБУРГСКОГО МОДЕРНА И СМЕН ЭПОХ» СБОРНИК МАТЕРИАЛОВ XLI Международной научно-практической конференции «СИСТЕМА ЦЕННОСТЕЙ

СОВРЕМЕННОГО ОБЩЕСТВА», г. Новосибирск, 29 июля 2015 г.
- «БЕРЛИН И ВЕНА В 21 ВЕКЕ- ВСПЛЕСК И ИНЕРЦИЯ СТРОИТЕЛЬНОГО БУМА» «ЭКОНОМИКА И СОЦИУМ», август,2015[2]

Исторические и градостроительные аспекты проектирования корпуса Бенуа Государственного русского музея «ЭКОНОМИКА И СОЦИУМ», октябрь,2015]
1. ↑  Конференции, Монографии, Сборники научных трудов. Публикация монографий, конференций. Центр Развития Научного Сотрудничества. ЦРНС. Дата обращения: 22 августа 2015. Архивировано 9 августа 2015 года.
2. ↑  Источник. Дата обращения: 22 августа 2015. Архивировано 4 марта 2016 года.
3. ↑  Архивированная копия. Дата обращения: 10 октября 2015. Архивировано из оригинала 4 марта 2016 года.